# Michael Landon Jr.
Michael Landon Jr., född som Michael Graham Landon den 20 juni 1964 i Encino i Kalifornien, är en amerikansk skådespelare, film- och TV-regissör, manusförfattare, och producent. Han har som skådespelare bland annat medverkat i avsnittet "The Election" av Lilla huset på prärien, i rollen som Jim. Han är också skapare av TV-serien When Calls the Heart, där han både är regissör, manusförfattare och producent.
Landon är son till den framlidne skådespelaren Michael Landon (1936–1991), samt bror till bland annat Leslie, Christopher och Jennifer Landon, och morbror till skådespelerskan Rachel Matthews. Han är sedan december 1987 gift med Sharee Gregory (syster till den före detta barnskådespelaren Natalie Gregory), med vilken han har två döttrar (Ashley och Brittany Landon) och en son (Austin Landon).

## Filmografi (urval)

### Filmer
- 2007 – Saving Sarah Cain (TV-film, regissör)

### TV-serier
- 1977 – Lilla huset på prärien (TV-serie) (skådespelare)
- 2013 – When Calls the Heart (TV-serie) (regissör, manusförfattare och producent)
- 2019 – When Hope Calls (TV-serie) (verkställande producent)